# آبان پرل
آبان پرل (به انگلیسی: Aban Pearl) یک کشتی است که طول آن 108.2 m می‌باشد. این کشتی در سال ۱۹۷۷ ساخته شد.